# Lijst van voetbalinterlands Canada - Zuid-Korea
Deze lijst van voetbalinterlands is een overzicht van alle officiële voetbalwedstrijden tussen de nationale teams van Canada en Zuid-Korea. De landen speelden tot op heden vijf keer tegen elkaar. De eerste ontmoeting, een vriendschappelijke wedstrijd, werd gespeeld in Vancouver op 9 maart 1993. Het laatste duel, eveneens een vriendschappelijke wedstrijd, vond plaats op 11 november 2016 in Cheonan.

## Wedstrijden
| № | Plaats      | Datum            | Competitie             | Wedstrijd           | Uitslag |
| - | ----------- | ---------------- | ---------------------- | ------------------- | ------- |
| 1 | Vancouver   | 9 maart 1993     | Vriendschappelijk      | Canada – Zuid-Korea | 0 – 2   |
| 2 | Victoria    | 11 maart 1993    | Vriendschappelijk      | Canada – Zuid-Korea | 2 – 0   |
| 3 | Los Angeles | 15 februari 2000 | CONCACAF Gold Cup 2000 | Canada – Zuid-Korea | 0 – 0   |
| 4 | Pasadena    | 2 februari 2002  | CONCACAF Gold Cup 2002 | Zuid-Korea – Canada | 1 – 2   |
| 5 | Cheonan     | 11 november 2016 | Vriendschappelijk      | Zuid-Korea – Canada | 2 – 0   |

## Samenvatting
| Competitie        | Totaal gespeeld | Winst Canada | Gelijk | Winst Zuid-Korea | Doelsaldo Canada – Zuid-Korea |
| ----------------- | --------------- | ------------ | ------ | ---------------- | ----------------------------- |
| CONCACAF Gold Cup | 2               | 1            | 1      | 0                | 2 − 1                         |
| Vriendschappelijk | 3               | 1            | 0      | 2                | 2 − 4                         |
| Totaal            | 5               | 2            | 1      | 2                | 4 − 5                         |

Wedstrijden bepaald door strafschoppen worden, in lijn met de FIFA, als een gelijkspel gerekend.

## Details

### Eerste ontmoeting
| Vriendschappelijk (Vancouver, Canada, 9 maart 1993): |              | |
| Canada | 0 – 2        | Zuid-Korea |
| | goals        | 18' Kim Tae-Young 87' Kim Hyun-seok |
| Bob Lenarduzzi | bondscoach   | Kim Ho |
| Paul Dolan Mark Watson Paul James 46' Steven MacDonald Marco Rizi 82' Lyndon Hooper 53' John Limniatis Roderick Scott 55' Niall Thompson John Catliff 69' Dale Mitchell | opstellingen | Cha Sang-Gwang Kim Do-Keoun Chung Yong-Hwan Kim Tae-Young Shin Hong-Ki Kim Jung-Hyuk Shin Tae-Yong Ko Jung-Woon Seo Jung-Won Park Nam-Yeol 46' Chung Jae-Kwon |
| Ian Carter 46' Nick Dasovic 53' Carl Valentine 55' Eddy Berdusco 69' Peter Sarantopoulos 82'                                                                            | wissels      | 46' Kim Hyun-seok |
| Marco Rizi ??' | gele kaarten | |

### Tweede ontmoeting
| Vriendschappelijk (Victoria, Canada, 11 maart 1993): |              | |
| Canada | 2 – 0        | Zuid-Korea |
| John Catliff 20' Eddy Berdusco 70' | goals        | |
| Bob Lenarduzzi | bondscoach   | Kim Ho |
| Pat Onstad Mark Watson Peter Sarantopoulos Steven MacDonald Marco Rizi Carl Valentine 46' Nick Dasovic 70' David Norman Geoff Aunger Eddy Berdusco John Catliff | opstellingen | Shin Beom-Cheol Kim Do-Keoun Chung Yong-Hwan Kim Tae-Young Shin Hong-Ki 58' Park Ji-Ho Shin Tae-Yong Ko Jung-Woon Park Nam-Yeol 46' Kim Hyun-seok Seo Jung-Won |
| Dale Mitchell 46' Lyndon Hooper 70' | wissels      | 46' Chung Jae-Kwon 58' Kim Jung-Hyuk |
| Peter Sarantopoulos ??' Geoff Aunger ??' | gele kaarten | ??' Kim Tae-Young ??' Shin Beom-Cheol |
| | rode kaarten | 87' Shin Hong-Ki |

### Derde ontmoeting
| CONCACAF Gold Cup 2000 (Los Angeles, Verenigde Staten, 15 februari 2000):                                                                                   |              | |
| Canada | 0 – 0        | Zuid-Korea |
| | goals        | |
| Holger Osieck | bondscoach   | Huh Jung-moo |
| Craig Forrest Tony Menezes Jason De Vos Mark Watson Paul Stalteri Carlo Corazzin David Xausa Jeff Clarke Richard Hastings Paul Peschisolido 63' Jim Brennan | opstellingen | Kim Byung-Ji Lee Im-Saeng Kim Tae-Young 46' Hong Myung-bo Park Jin-Sub Yoo Sang-Cheol Lee Young-pyo 81' Kim Do-kyun 62' Noh Jung-yoon Ahn Jung-hwan Hwang Seon-Hong |
| Dwayne De Rosario 63' | wissels      | 46' Kang Cheol 62' Seo Dong-Won 81' Seol Ki-hyeon |
| | gele kaarten | 31' Kim Tae-Young 42' Lee Im-Saeng |

### Vierde ontmoeting
| CONCACAF Gold Cup 2002 (Pasadena, Verenigde Staten, 2 februari 2002):                                                                                        |              | |
| Zuid-Korea | 1 – 2        | Canada |
| Kim Do-Hoon 15' | goals        | 34' (e.d.) Kim Do-Hoon 35' Dwayne De Rosario |
| Guus Hiddink | bondscoach   | Holger Osieck |
| Lee Woon-jae Song Jong-Gook Choi Jin-Cheol Kim Sang-Shik Lee Eul-Yong 67' Kim Do-Keoun Lee Young-pyo Choi Sung-yong Kim Do-Hoon 60' Choi Tae-uk 7' Cha Du-ri | opstellingen | Lars Hirschfeld Mark Rogers 44' Tony Menezes Jason De Vos Paul Stalteri Nick Dasovic Jim Brennan Richard Hastings Tam Nsaliwa 88' Dwayne De Rosario Kevin McKenna |
| Kim Nam-il 7' Lee Dong-Gook 60' Ahn Hyo-Yeon 67' | wissels      | 44' Chris Pozniak 88' Julian de Guzman |
| Lee Woon-jae 22' Choi Jin-Cheol 33' Lee Young-pyo 82' Song Jong-Gook 83'                                                                                     | gele kaarten | |